# Джейсон де Вос
Джейсон де Вос (англ. Jason de Vos, нар. 2 січня 1974, Лондон) — канадський футболіст, що грав на позиції захисника, зокрема за низку британських клубних команд та за національну збірну Канади, у складі якої — володар Золотого кубка КОНКАКАФ. 

## Клубна кар'єра
У дорослому футболі дебютував 1990 року виступами за команду «Лондон Лейзерс», в якій того року взяв участь у 6 матчах чемпіонату. Згодом до середини 1990-х також грав за «Кітченер Спіріт» та «Монреаль Імпакт».
1996 року відгукнувся на пропозицію приєднатися до команди «Дарлінгтона», клубу четвертого англійського дивізіону. 
Згодом протягом 1999–2001 років грав у шотландській Прем'єр-лізі за «Данді Юнайтед». Влітку 2001 року повернувся до Англії, ставши гравцем «Віган Атлетік». Два сезони відіграв у третьому англійському дивізіоні, допомігши 2003 року команді підвищитися у класі, після чого протягом одного сезону захищав кольори «Вігана» у другому дивізіоні.
Завершував ігрову кар'єру у 2004–2008 роках виступами за «Іпсвіч Таун», також на рівні англійського Чемпіоншипа.

## Виступи за збірну
1997 року дебютував в офіційних матчах у складі національної збірної Канади.
Був капітаном канадської збірної на Золотому кубку КОНКАКАФ 2000 року, де вона уперше з 1985 року завоювала титул континентального чемпіона. Був включений до символічної збірної та отримав нагороду Fair Play цього турніру.
Згодом брав участь у розіграшах Кубка конфедерацій 2001 року, Золотого кубка КОНКАКАФ 2002 року та Золотого кубка КОНКАКАФ 2003 року.
Загалом протягом восьмирічної кар'єри в національній команді провів у її формі 49 матчів, забивши 4 голи.

## Титули і досягнення
- Володар Золотого кубка КОНКАКАФ: 2000
- Бронзовий призер Золотого кубка КОНКАКАФ: 2002